# Euphyllodromia rasnitsyni
Euphyllodromia rasnitsyni es una especie de cucaracha del género Euphyllodromia, familia Ectobiidae.

## Distribución
Esta especie se encuentra en Ecuador.